# James Blake
James Blake (n. 28 decembrie 1979 Yonkers, New York, SUA) este un jucător profesionist american de tenis.
1. 1 2  The Bud Collins History of Tennis[*], p. 685 Verificați valoarea |titlelink= (ajutor)
2. ↑  James Blake, Česko-Slovenská filmová databáze
3. 1 2  Association of Tennis Professionals website[*] Verificați valoarea |titlelink= (ajutor)